# حجي (ممثلة)
حجي هي راقصة وممثلة كندية، ولدت في 24 يناير 1946 في كيبك في كندا، وتوفيت في 10 أغسطس 2013 في كاليفورنيا الجنوبية في الولايات المتحدة بسبب سرطان الرئة.

## وصلات خارجية
- حجي على موقع IMDb (الإنجليزية)
- حجي على موقع ألو سيني (الفرنسية)
- حجي على موقع أول موفي (الإنجليزية)
- حجي على موقع قاعدة بيانات الأفلام السويدية (السويدية)
- حجي على موقع قاعدة بيانات الفيلم (الإنجليزية)
- حجي على موقع كينوبويسك (الروسية)